# 바이스벌사
바이스벌사(1999년 10월 31일 ~)는 대한민국의 가수다. 2019년 싱글 "GUEST AND HEAUX"로 정식 데뷔했다.

## 학력
- 세이폴 국제 학교

## 방송
- 공항 가는 길 (2016) - 단역
- 쇼미더머니 9 (2020) - Top40